# Скинфакси и Хримфакси
Скинфакси (древнескандинавское Skinfaxi и Хримфакси, древнескандинавское Hrímfaxi) — в скандинавской мифологии — кони Дагра, бога дня, и его матери Нотт, богини ночи. Имена Скинфакси и Хримфакси означают «сияющая грива» и «покрытая инеем грива» соответственно. Скинфакси вёз за собой колесницу Дага по небу, а его грива освещала небо и землю.
Миф о Скинфакси, вероятно, восходит ко временам древнескандинавского бронзового века. Памятником существовавшего в те времена культа является солнечная повозка из Трундхольма.
|  |  |